# رشته‌کوه بیلی
رشته‌کوه بیلی (به انگلیسی: Bailey Range) یک رشته‌کوه در ایالات متحده آمریکا است که در واشینگتن واقع شده‌است. رشته‌کوه بیلی ۲٬۱۳۲٫۱ متر بالاتر از سطح دریا واقع شده‌است.